# Janna
Jannah (in arabo جنّة‎?, Ǧanna) è il nome che indica il paradiso nell'Islam.

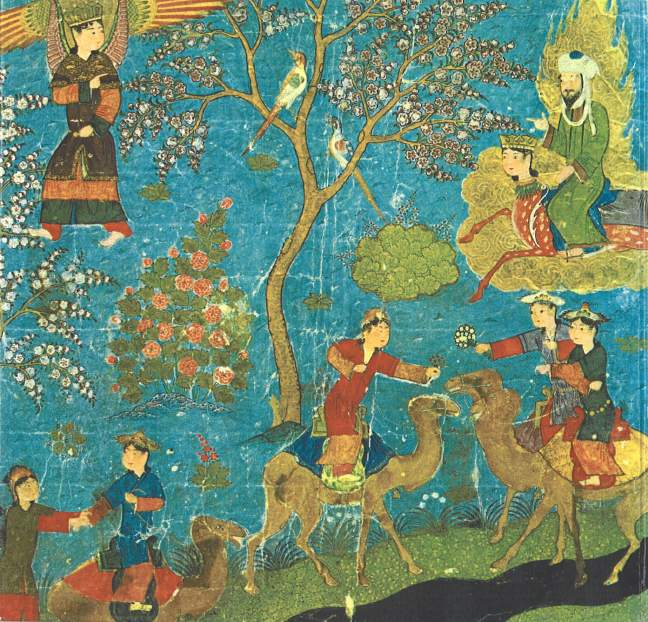
Maometto visita il Paradiso (miniatura persiana del XV sec.)

Esso deriva dall'espressione biblica ebraica גַּן עֵדֶ, Gan ʿEḏen, ossia - come traduce Giovanni Paolo Tasini - Giardino in Eden o, più correntemente, Giardino nell'Eden (o dell'Eden). L'arabo Janna ne è un'abbreviazione, con il medesimo significato di "Giardino".
Un altro termine arabo è Firdaws (in persiano فردوس‎), derivato dall'avestico pairi-daëza. Esso ha dato origine anche alla parola greca parádeisos (παράδεισος), il cui significato è appunto quello di "giardino, luogo recintato".
Attraverso la lingua greca, il termine è stato acquisito dalla lingua italiana.

## Escatologia islamica
Secondo l'escatologia islamica, ogni essere umano, dopo la morte, entrerà nella tomba fino alla sua resurrezione fissata da Dio nel Giorno del Giudizio. I musulmani credono che nella tomba egli riceverà due angeli, Munkar e Nakīr, che lo sottoporranno a un interrogatorio mirante a certificarle la retta fede e, in caso sfavorevole, a sottoporlo al cosiddetto Supplizio della tomba.
Il Corano contiene numerosi riferimenti a una vita precedente dell'uomo nell'Eden, da cui poi Adamo ed Eva sarebbero stati precipitati sulla Terra, l'uno nei pressi di Ceylon, la donna a Gedda (Judda). Nel luogo del loro incontro, La Mecca, Dio avrebbe fatto calare dai Cieli la Kaʿba primeva, di cui sopravvive oggi la sola Pietra Nera.
Per i credenti musulmani vale quanto specificato nella Sura coranica detta del Tuono (al-Raʿd):
(Sūra XIII:35. Trad. di Alessandro Bausani, Milano, Rizzoli, 19966, pp. 180-181.)
Secondo l'Islam, al contrario di quanto a lungo si è sostenuto nel Cattolicesimo, dal momento che tutti gli esseri umani nascono senza peccato (essendo del tutto sconosciuto il principio del "Peccato Originale"), i bambini morti prima della pubertà, età che li renderebbe appieno responsabili legalmente (mukallaf), entreranno comunque nel Paradiso, a prescindere dalla fede dei genitori e dell'ambiente nel quale sono nati, secondo la formula che recita "Veniamo da Dio e a Lui ritorneremo", frase che ha particolarmente attirato l'attenzione e la speculazione degli ambienti mistici (sufi) islamici.
Secondo la dottrina teologica islamica, il Paradiso è collocato sotto il Trono di Allah, sopra il Cielo più alto, e viene distinto dall'Eden in cui vissero Adamo ed Eva.
A sua volta, il più alto livello del Paradiso è quello in cui sono posti i profeti dell'islam, i martiri e i più religiosi fra i musulmani.
I musulmani credono che sia solo Dio, nella Sua insondabile e insindacabile Volontà, a determinare l'ingresso nel Paradiso degli uomini, fossero anche appartenenti ad altre religioni. Per la sua Onnipotenza, è solo per Sua grazia che il pio musulmano spererà quindi di esserne ricompensato alla fine dei suoi giorni terreni, il cui termine è fissato da Dio.

## Le huri (ḥawrā) e ighulām
I maschi islamici, che avranno accesso al paradiso, secondo il Corano, avranno a disposizione un numero imprecisato di spose vergini con le quali praticare sesso al piacere per l'eternità. Queste spose riacquistano la loro verginità dopo essere state deflorate.
Appartiene alla sfera delle pie leggende islamiche la convinzione popolare - ampiamente ripresa in termini polemici negli ambienti ostili all'Islam - circa la presenza nel Paradiso di 72 vergini, pronte a soddisfare i desideri dei beati: le urì.
Il Corano parla solo di un generico numero di "spose purissime" (Cor. II:25; III:15; IV:57;) di "fanciulle, modeste di sguardo, bellissime d'occhi" (Cor., XXXVII:48), di "fanciulle dai grandi occhi neri" (Cor., XXXVIII:52; LII:20; LV:72; LVI:22), di "fanciulle dallo sguardo modesto, mai prima toccate da uomini e jinn" (Cor., LV:56 e 74), di "fanciulle buone e belle" (Cor., LV:70) o di "fanciulle coetanee dal seno ricolmo" (Cor., LXXVIII:33). Lo stesso ʿĪsā (ovvero Gesù) avrebbe a disposizione delle urì e la loro età eterna sarebbe di 33 anni, come l'età di quando fu chiamato in cielo da Allah.
Oltre alle urì, vi è nel paradiso islamico anche la presenza dei ghulām, ossia di paggi, al servizio delle donne beate: "E s'aggireranno tra loro giovani a servirli, giovani come perle nascoste nel guscio" (Cor., LII:24).
Altre caratteristiche
Per gli studiosi classici dell’aldilà, al-Suyūṭī e al-Majlisī, una delle caratteristiche di Jannah (così come del fuoco dell’Inferno) è che gli eventi non sono “congelati in un momento eterno”, ma si sviluppano in cicli di “ripetizione infinita” e in un “orologio auto-rinnovativo senza difficoltà” [5: 129-130].
Ad esempio, quando un frutto viene raccolto da un albero, un nuovo frutto appare immediatamente al suo posto; quando un abitante affamato vede un uccello di cui desidera mangiare la carne, questo cade già arrostito nelle sue mani e, dopo essere stato consumato, riacquista la sua forma e vola via [5: 130]. 
Le ḥūrī riacquistano la loro verginità dopo essere state deflorate da uno dei beati, ma crescono anche come frutti sugli alberi o come piante sulla terra, e “ogni volta che una di loro viene presa” da uno dei beati in Paradiso per il suo piacere, “ne spunta una nuova al suo posto” [5: 130].